# Wilhelm August Jurek
Wilhelm August Jurek (* 29. April 1870 in Wien; † 9. April 1934 ebenda) war ein österreichischer Kapellmeister, Dirigent und Komponist.

Wilhelm A. Jurek trat 1891 in das K.u.k. Infanterie-Regiment Hoch- und Deutschmeister Nr. 4 ein und diente diesem drei Jahre. Jurek war zum Zeitpunkt der Entstehung des "Deutschmeister-Regimentsmarsches" (1893) ein junger Komponist und er war auch niemals – entgegen der Darstellung im Film "Die Deutschmeister" – Kapellmeister, Regimentstambour oder Musiker der Deutschmeisterkapelle, sondern absolvierte seine dreijährige Dienstzeit bei den Deutschmeistern als "Kompagniekanzlei-Hilfskraft". Danach wurde er Beamter der Staatsdruckerei.

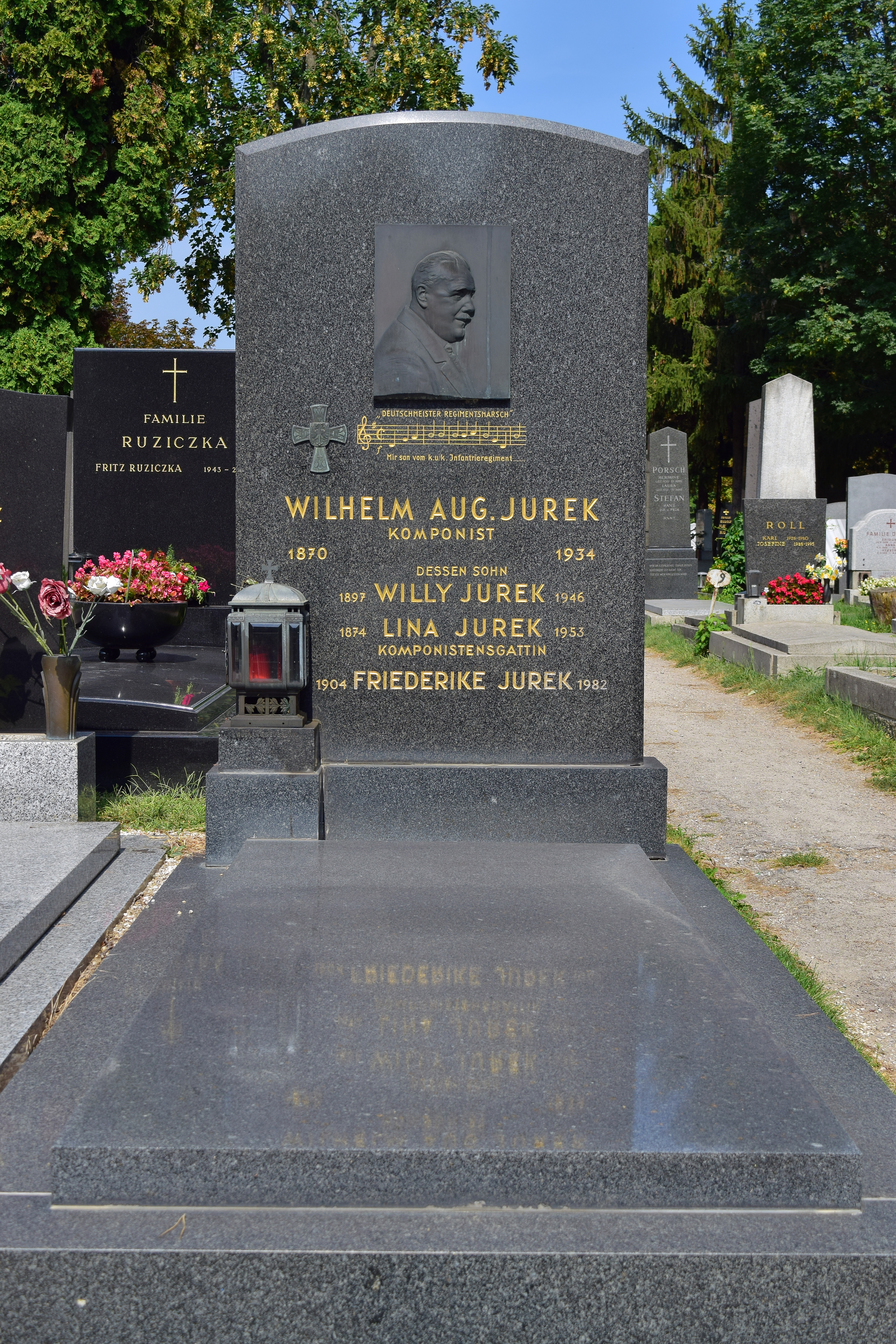
Ehrenhalber gewidmetes Grab auf dem Wiener Zentralfriedhof

Er machte sich sowohl als Kapellmeister und Chordirigent als auch als Komponist des bekannten „Deutschmeister-Regimentsmarsches“, den er 1893 dem Infanterieregiment No. 4 Hoch- und Deutschmeister widmete, einen Namen. Jurek komponierte über 300 Werke für Orchester sowie Tanzmusik, Lieder und Werke für Blasmusik. Sein musikalischer Nachlass liegt in der Wienbibliothek. Jurek wurde 1955 in dem Spielfilm Die Deutschmeister, der sich mit der Entstehung des Deutschmeister-Regimentsmarsch beschäftigt, von Siegfried Breuer jr. gespielt.
1921 wurde Jurek als Oberkontrollor i. R. Ehrenmitglied des Deutschmeisterbundes. Ebenso war er Ehrenmitglied des Deutschmeister-Schützenkorps, des Kameradschaftsvereins "Hoch- und Deutschmeister", des Begräbniskosten-Beitragsfonds ehemaliger Deutschmeister (BBF), des Männergesangsvereins ehemaliger Deutschmeister, des Zwölferbundes, Gründungsmitglied des österreichischen Komponistenbundes, Mitglied der Autoren-Gesellschaft, des Ziehrerbundes und des Alt Wiener-Bundes. Ferner war er Träger mehrerer Orden und vieler Auszeichnungen.
Er wurde auf dem Wiener Zentralfriedhof (Gruppe 31B, Reihe 12, Nummer 15) in einem ehrenhalber gewidmeten Grab beigesetzt. Im Jahr 1938 wurde in Wien Rudolfsheim-Fünfhaus (15. Bezirk) die Jurekgasse nach ihm benannt.

## Werke (Auswahl, alphabetisch geordnet)
(Quelle: )
- A Vernunftheirat (Humoristisches Lied)
- Auf'd Westbahn
- Das Heimatlied
- Deutschmeister-Regimentsmarsch, 1893
- Deutschmeister-Reservistenmarsch
- Die Erbschaft
- Die schönste Zeit
- Du lieber alter Stefansturm
- Geh, mach dein Fensterl auf
- Hannerl vom Dreimäderlhaus, 1921
- Im Reiche der Wiener Melodien
- O grüner Stanislaus (Faust und Gretchen im Schrebergarten. Ein ergreifendes Lied)
- Oberstleutnant Karl Quapill-Marsch
- Puppenlied
- s'Herzerl der Wienerin
- Touristen-Marsch
- Waldbacher Revue
- Weil wir heut' gut aufg'legt san
- Wiener Hausfrauen